# 40-40 클럽
40-40 클럽이란 스포츠 기록 용어이다.

## 야구
40-40 클럽이란 야구에서 단일 시즌에 40 홈런, 40 도루를 동시에 달성하는 기록을 의미한다. 현재까지 전 세계에서 6명이 이 기록을 달성하였다.

### 메이저 리그 베이스볼
- 1988년: 호세 칸세코 - 오클랜드 애틀래틱스(42홈런 40도루)
- 1996년: 배리본즈 - 샌프란시스코 자이언츠(42홈런  46도루)
- 1998년: 알렉스 로드리게스 - 시애틀 매리너스 (42홈런 46도루)
- 2006년: 알폰소 소리아노 - 워싱턴 내셔널스 (46홈런 41도루)
- 2024년: 오타니 쇼헤이 - LA 다져스 (54홈런 59도루 현재 진행중)

### KBO 리그
- 2015년: 에릭 테임즈 - NC 다이노스 (47홈런 40도루)

## 축구
40-40 클럽이란 축구에서 통산 40 득점, 40 도움을 달성하는 기록을 의미한다.

## 같이 보기
- 20-20 클럽
- 30-30 클럽
- 50-50 클럽